# Edose Ibadin
Edose Ibadin (* 27. Februar 1993) ist ein nigerianischer Leichtathlet US-amerikanischer Herkunft, der sich auf den 800-Meter-Lauf spezialisiert hat. 2024 siegte er mit der nigerianischen 4-mal-100-Meter-Stafel bei den Afrikaspielen in Accra.

## Sportliche Laufbahn
Erste internationale Erfahrungen sammelte Edose Ibadin 2017 bei den Weltmeisterschaften in London, bei denen er im 800-Meter-Lauf mit 1:46,51 min in der ersten Runde ausschied. Im Jahr darauf belegte er bei den Afrikameisterschaften in Asaba in 1:48,31 min den siebten Platz und 2019 nahm er erstmals an den Afrikaspielen in Rabat teil, schied dort im Einzelbewerb mit 1:49,37 min im Halbfinale ausschied und mit der nigerianischen 4-mal-400-Meter-Staffel in 3:03,42 min die Bronzemedaille hinter den Teams aus Botswana und Südafrika gewann. Zudem qualifizierte er sich erneut für die Weltmeisterschaften in Doha, bei denen er mit 1:57,91 min erneut im Vorlauf ausschied. 2024 schied er bei den Hallenweltmeisterschaften in Glasgow mit 1:48,21 min im Vorlauf aus. Anschließend verhalf er der 4-mal-100-Meter-Staffel bei den Afrikaspielen in Accra zum Finaleinzug und trug damit zum Gewinn der Goldmedaille bei. Im Juni belegte er bei den Afrikameisterschaften in Douala in 1:47,95 min den siebten Platz über 800 Meter. Anschließend schied er bei den Olympischen Sommerspielen in Paris mit 1:49,09 min in der Hoffnungsrunde aus.

## Persönliche Bestzeiten
- 800 Meter: 1:44,65 min, 30. Juli 2023 in Washington, D.C. (nigerianischer Rekord)
  - 800 Meter (Halle): 1:46,63 min, 29. Juni 2021 in Chicago (nigerianischer Rekord)
  - 1000 Meter (Halle): 2:20,68 min, 9. Februar 2024 in New York City (nigerianischer Rekord)